# Сокорсо (Анкона)
Сокорсо (итал. Soccorso) насеље је у Италији у округу Анкона, региону Марке.
Према процени из 2011. у насељу је живело 23 становника. Насеље се налази на надморској висини од 110 м.